# Mouavou
Mouavou ist ein Fluss auf Anjouan, einer Insel der Komoren in der Straße von Mosambik.

## Geographie
Der Fluss entspringt im Gebiet von Magnassini-Nindri im Süden von Anjouan in einem Ausläufer des Trindrini. Er verläuft nach Süden und mündet in derselben Mündungseben wie der Lingoni und der Gnavivi in die Straße von Mosambik.